# 阿伯德尔
亞伯達（英語：Aberdare）是位於英國威爾斯的一座城鎮，也是威爾士一級區劃朗达卡嫩塔夫的最大城市。據2001年人口普查，亞伯達的人口有31,705人。亞伯達的歷史可以追溯至中世紀時期。在19世紀，亞伯達成為一個重要的工業中心。亞伯達文化發達，是一個出版業中心。

## 歷史
亞伯達最初是一个农业小村庄，以施洗者圣约翰教堂为中心，据说至少可以追溯到 1189年，不過到15世纪中叶，阿伯德尔除了一些茅草屋，沒有任何证据證明該說法。
在19世纪初，由于煤炭和铁矿石丰富，阿伯代尔的人口迅速增长。整个教区人口在 1801年僅为1,486人，在19世纪上半叶便翻了十倍。
两个主要行业支持了社区的发展：首先是铁，然后是煤炭。1811年格拉摩根郡运河的一个支線用于运输这些产品；然后铁路成为前往南威尔士海岸的主要交通工具。
1870年代起，该镇经济以煤业为主，仅有小型马口铁厂。还有几家砖厂和啤酒厂。在 19世纪下半叶，尽管附近有煤矿，但该镇得到了相当大的改善，成为宜人的居住地。1892 年，一所与英格兰教会相关的研究生神学院成立，但在1907年它搬到了兰达夫。